# John Reed Fitness
 (février 2024).
La mise en forme du texte ne suit pas les recommandations de Wikipédia : il faut le « wikifier ».
Les points d'amélioration suivants sont les cas les plus fréquents :
- Les titres sont pré-formatés par le logiciel. Ils ne sont ni en capitales, ni en gras.
- Le texte ne doit pas être écrit en capitales (les noms de famille non plus), ni en gras, ni en italique, ni en « petit »…
- Le gras n'est utilisé que pour surligner le titre de l'article dans l'introduction, une seule fois.
- L'italique est rarement utilisé : mots en langue étrangère, titres d'œuvres, noms de bateaux, etc.
- Les citations ne sont pas en italique mais en corps de texte normal. Elles sont entourées par des guillemets français : « et ».
- Les listes à puces sont à éviter, des paragraphes rédigés étant largement préférés. Les tableaux sont à réserver à la présentation de données structurées (résultats, etc.).
- Les appels de note de bas de page (petits chiffres en exposant, introduits par l'outil «  Source ») sont à placer entre la fin de phrase et le point final[comme ça].
- Les liens internes (vers d'autres articles de Wikipédia) sont à choisir avec parcimonie. Créez des liens vers des articles approfondissant le sujet. Les termes génériques sans rapport avec le sujet sont à éviter, ainsi que les répétitions de liens vers un même terme.
- Les liens externes sont à placer uniquement dans une section « Liens externes », à la fin de l'article. Ces liens sont à choisir avec parcimonie suivant les règles définies. Si un lien sert de source à l'article, son insertion dans le texte est à faire par les notes de bas de page.
- La présentation des références doit suivre les conventions bibliographiques. Il est recommandé d'utiliser les modèles {{Ouvrage}}, {{Chapitre}}, {{Article}}, {{Lien web}} et/ou {{Bibliographie}}. Le mode d'édition visuel peut mettre en forme automatiquement les références.
- Insérer une infobox (cadre d'informations à droite) n'est pas obligatoire pour parachever la mise en page.

Pour une aide détaillée, merci de consulter Aide:Wikification.
Si vous pensez que ces points ont été résolus, vous pouvez retirer ce bandeau et améliorer la mise en forme d'un autre article.
John Reed Fitness Music Club est une chaîne internationale de salles de sport appartenant à RSG Group dont le siège social est situé à Schlüsselfeld et Berlin, en Allemagne. Lancé en 2016, John Reed Fitness Music Club adopte une présence internationale avec 49 clubs à travers 12 pays dans des métropoles telles que Los Angeles, Londres, Paris, Istanbul, Berlin, Budapest, Prague, etc. Avec plus de 4,5 millions de membres, le RSG Group est l'une des principales entreprises de fitness au monde. Elle possède entre autres les marques de fitness McFit et Gold's Gym.

## Histoire
Le premier club de remise en forme John Reed a ouvert ses portes à Bonn en 2016. Rainer Schaller, qui a également fondé la chaîne de salles de sport McFit, souhaitait lancer sur le marché avec John Reed un concept de studio mettant fortement l'accent sur l'aménagement intérieur et l'accompagnement musical pendant l'entraînement. Cette approche devrait être sensiblement différente de la marque McFit et des chaînes de studios de fitness classiques afin de séduire une nouvelle clientèle.
Le deuxième John Reed Fitness Music Club a ouvert ses portes en juillet de la même année à Salzbourg, en Autriche
. En 2017, un John Reed Club exclusivement féminin dans le quartier de Prenzlauer Berg à Berlin. Dès lors, une expansion rapide s'ensuit à travers l'Europe : en 2017, des clubs ouvrent en République tchèque et en Hongrie, en 2019 l'entrée en Suisse suit,. En 2020, John Reed a ouvert ses portes en Turquie,,, en 2021 aux Pays-Bas et au Royaume-Uni,.
En 2022, le John Reed Fitness Music Club coopère avec le champion du monde de football Sergio Ramos et ouvre un studio commun dans la capitale espagnole Madrid sous le nom de SERGIO RAMOS by John Reed. Après le décès du fondateur de John Reed, Rainer Schaller, la collaboration avec Sergio Ramos est dissoute en 2023. Le studio continue d'exister, désormais sous le nom de McFIT Gold.
L'expansion mondiale sur le marché américain a suivi avec l'ouverture du studio en 2022 à Dallas, et en 2023 in Hollywood à Los Angeles,,,,,,,. Aujourd'hui, la chaîne compte 49 studios à travers 12 pays.

## Concept

### Art et Design

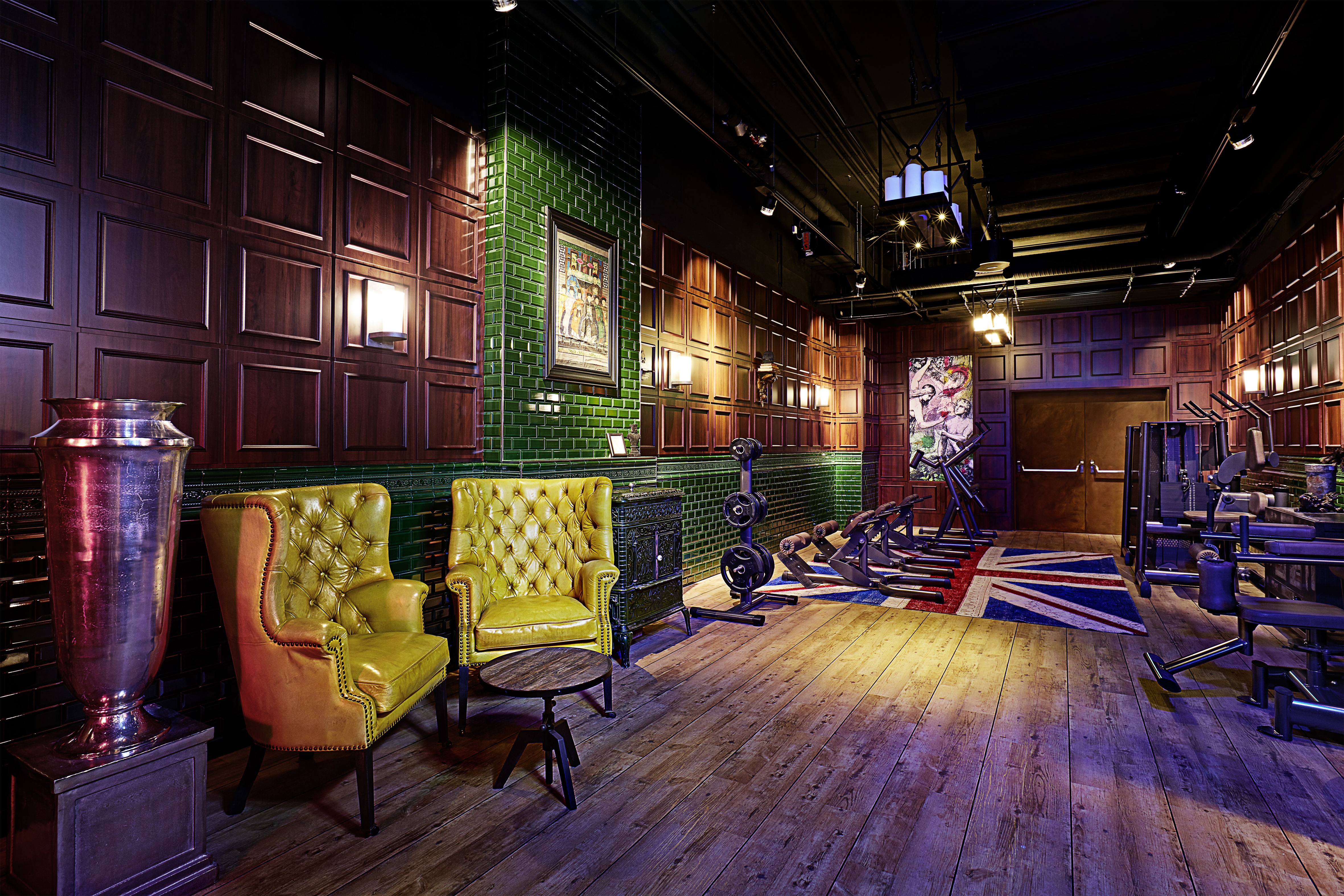
John Reed Studio à Berlin.

L’aménagement d’un studio John Reed Fitness Music Club est visuellement très différent d’une salle de sport traditionnelle. Chaque studio a son propre design et son propre concept artistique,. Les studios présentent des peintures à grande échelle sur les murs, telles que des graffitis, des calligraffitis ou des peintures au pochoir. Certains clubs intègrent également de petites galeries d’art. L'exposition d'œuvres d'art soutient en priorité les artistes locaux et nationaux. Par exemple, des œuvres de Ron Miller ou d'El Bocho sont exposées dans de nombreux studios. Les œuvres d'art sont combinées avec des éléments décoratifs spéciaux, des sculptures  et styles d'ameublement divers.

### Remise en forme et musique

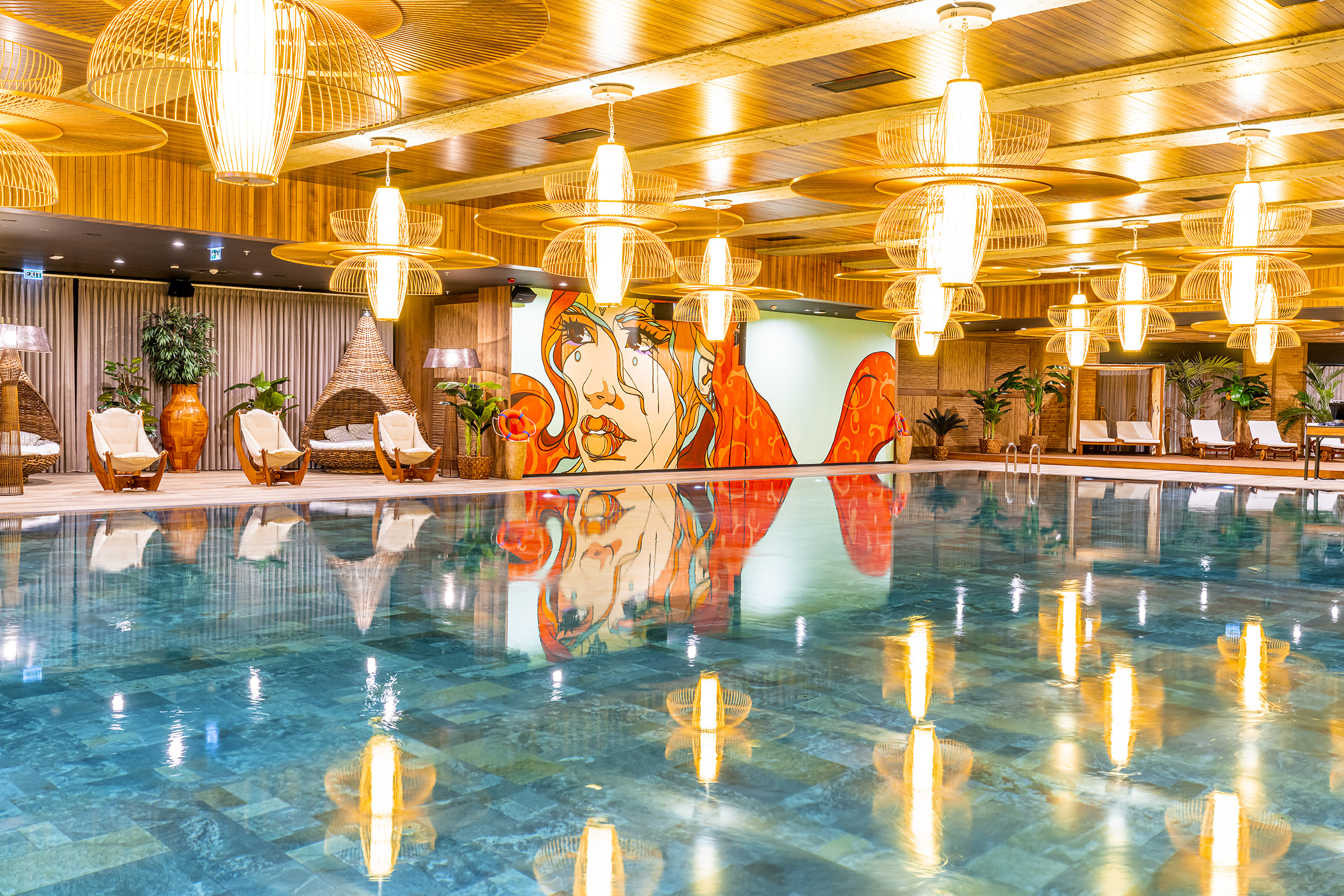
Espace piscine du studio John Reed à Istanbul.

Les studios disposent de diverses zones d'entraînement avec des poids libres, des appareils d'exercice, des zones cardio et fonctionnelles. Un large choix de cours de remise en forme utilisant les méthodes Pilates, Yoga ou encore renforcement et endurance sont également proposés. Chaque studio est équipé d’un podium DJ, où des DJ internationaux jouent de la musique en direct  deux fois par semaine. Parallèlement, les studios proposent des cours collectifs. De plus, John Reed possède sa propre station de radio avec quatre chaînes différentes qui peuvent être écoutées en studio ou à l’extérieur via une application. Le studio radio compose lui-même la musique. Selon leur taille et leur situation, environ un tiers des clubs disposent d'espaces de bien-être avec sauna, piscine, bain à remous et salle de relaxation.

### Emplacements spéciaux et conservation du patrimoine architectural et industriel

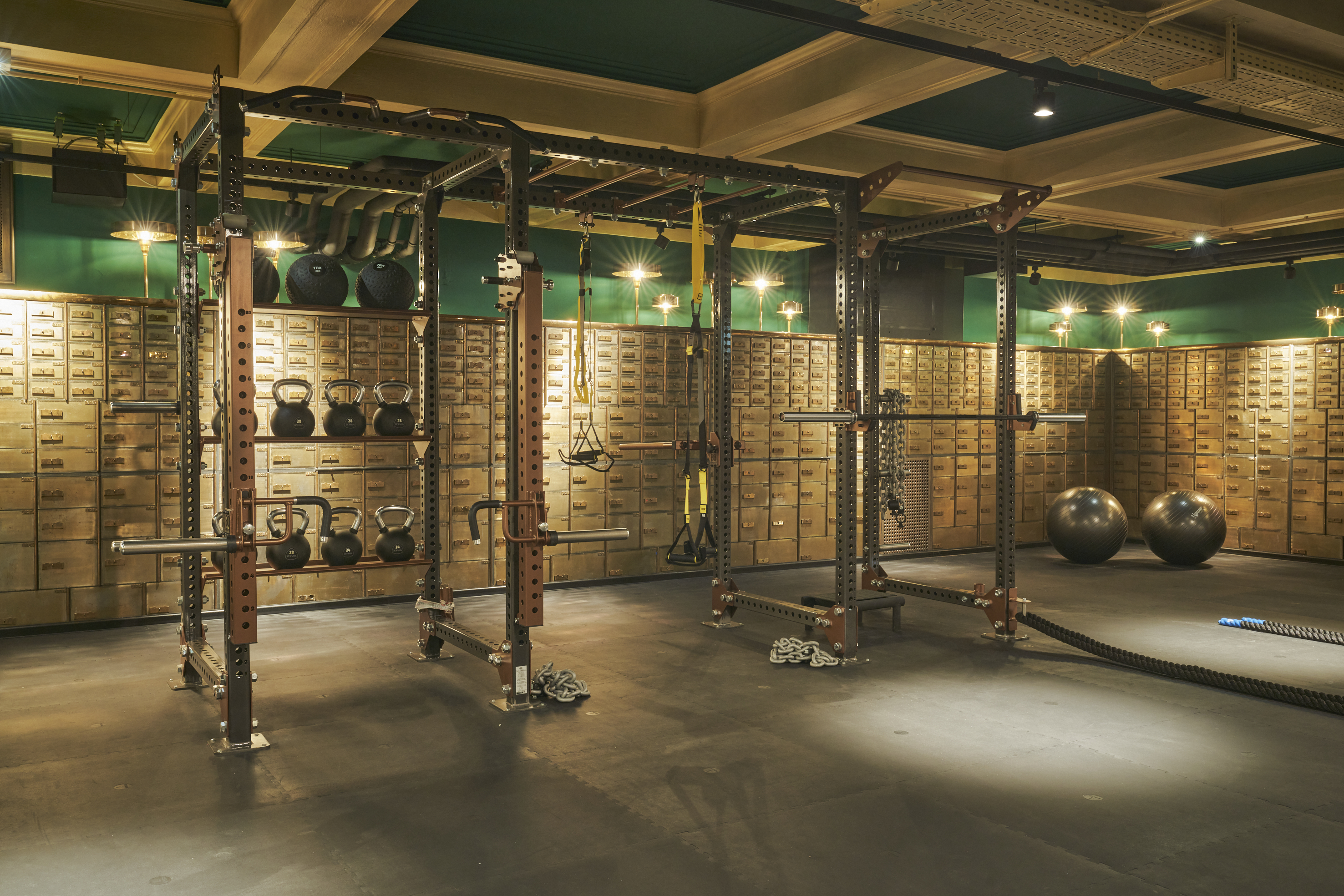
John Reed Studio utilisant des parties de la salle de coffre-fort à Vienne.

Certains studios sont situés dans des bâtiments historiques. À Salzbourg, en Autriche, un ancien cinéma a été reconverti pour conserver de nombreuses caractéristiques anciennes. Le cardio-training, par exemple, se déroule devant le grand écran de cinéma.
À Vienne-Schottentor, le John Reed Fitness Music Club est situé sur 5 000 m² dans une ancienne banque classée monument historique. Les murs d'un mètre d'épaisseur et les portes blindées sont restés ici, tout comme la voûte dans laquelle se trouvent les bancs de musculation.
À Hanovre, le John Reed Fitness Music Club a transformé l'ancienne gare de marchandises principale en studio de fitness. De nombreux éléments ont été laissés dans le style industriel ou conçus dans le style shabby chic afin de conserver l'ambiance de la gare.
Le plus grand studio allemand a ouvert ses portes à Berlin en septembre 2023 dans les caves voûtées de l'ancienne brasserie Bötzow. Ici aussi, les conditions architecturales ont été intégrées dans la conception. Sous des plafonds voûtés de sept mètres de haut, se trouvent désormais des espaces de détente individuels dans les anciennes cuves de refroidissement (navire réfrigérant) de la brasserie de bière.

#### Autres
Certains studios John Reed Fitness proposent une garde d'enfants gratuite de six mois à six ans.